# Pita Pinta Asturiana
La pita pinta es una raza autóctona de gallina española originaria de Asturias.
Está incluida en el Catálogo Oficial de Razas de Ganado de España del Ministerio de Agricultura, Pesca y Alimentación, y catalogada como raza en peligro de extinción, como la mayor parte de gallinas autóctonas españolas.
Se trata de una raza recuperada en 1980, perteneciente al tronco atlántico y descrita como muy rústica, campera y eumétrica. Su huevo es de color moreno claro. Tiene reconocidas cuatro variedades en cuanto a su color: negra con positivo en blanco, naranja con positivo en blanco, blanca en todas las secciones, y negra en todas las secciones o con manto dorado o plateado.
En el año 2003 se creó la Asociación de Criadores de la Pita Pinta Asturiana (ACPPA), que trabaja para conseguir su conservación e intenta mejorar los aspectos productivos de la raza sin dejar de preservar su carácter de rusticidad. ACPPA junto con el Principado de Asturias gestionan el libro genealógico de la raza. Además, existe el sello de raza autóctona 100 % Pita Pinta del Ministerio de Agricultura, Pesca y Alimentación, para identificar la carne, huevos y productos elaborados de esta raza.
Su cría se basa fundamentalmente en la producción de huevos y carne, aunque por el valor ornamental que le caracteriza su plumaje, juega un interesante papel en establecimientos agroturísticos.
Ha sido incluida en el catálogo del Arca del Gusto del Slow Food.[cita requerida]